# خافيير أكونا
خافيير أكونا (بالإسبانية: Carlos Javier Acuña)‏ هو لاعب كرة قدم باراغواياني وإسباني في مركز الهجوم، ولد في 23 يونيو 1988 في انكارناسيون في باراغواي. شارك مع منتخب باراغواي تحت 17 سنة لكرة القدم ومنتخب باراغواي تحت 20 سنة لكرة القدم. أما مع النوادي، فقد لعب مع أوساسونا وأوليمبيا أسونسيون وريال مايوركا وريال مدريد كاستيا وريال مدريد وريكرياتيفو ونادي ألباسيتي ونادي أودينيزي ونادي جيرونا ونادي سالامانكا ونادي قادش ونادي واتفورد.

## وصلات خارجية
- خافيير أكونا على موقع الاتحاد الدولي (مؤرشف)  (الإنجليزية)
- خافيير أكونا على موقع الاتحاد الأوربي (الإنجليزية)
- خافيير أكونا على موقع قاعدة بيانات كرة القدم.إي يو (الإنجليزية)
- خافيير أكونا على موقع Soccerbase.com (لاعب) (الإنجليزية)
- خافيير أكونا على موقع Soccerway.com (الإنجليزية)
- خافيير أكونا على موقع عالم كرة القدم.نت (الإنجليزية)
- خافيير أكونا على موقع AS.com (الإسبانية)